# Imperator torosus
Imperator torosus (Fr.) Assyov, Bellanger, Bertéa, Courtec., Koller, Loizides, G. Marques, J.A. Muñoz, Oppicelli, D. Puddu, F. Rich. & P.-A. Moreau, 2015 è un fungo delle Boletaceae con pori e gambo gialli, che solo negli esemplari maturi possono raggiungere tonalità color rosso-sangue.

## Descrizione della specie

### Cappello
10-(20) cm, prima color giallo, poi a lungo giallo-verde, in vecchiaia assume svariate colorazioni dal crema al rossastro.

### Pori
Gialli, a maturità diventano arancioni e infine rosso-sangue.

### Tubuli
Concolori ai pori, adnati.

### Gambo
10-15 x 5–8 cm, giallo con reticolo concolore, poi rosso con l'età, bulboso.

### Carne
Vira al blu-violaceo rapidamente, alla base del gambo assume al tocco tonalità rossastre.
- Odore: di medicinale oppure di frutta.
- Sapore: irrilevante.

### Microscopia
Spore10,5-14,5 x 4,5-5,5 µm, ellissoidali o fusiformi, bruno-oliva in massa.
Basiditetrrasporici
Cistidifusiformi

## Habitat
Fungo simbionte. Cresce nei boschi di latifoglia, in particolare sotto quercia e faggio, preferendo terreni calcarei.

## Commestibilità
Sospetto e pertanto da considerare non commestibile.

## Etimologia
Dal latino torosus = muscoloso, per l'aspetto del carpoforo.

## Sinonimi e binomi obsoleti
- Boletus torosus Fr., in Fries & Hök, Boleti, Fungorum generis, illustratio: 10 (1835)
- Dictyopus torosus (Fr.) Quél., Enchir. fung. (Paris): 160 (1886)
- Suillus torosus (Fr.) Kuntze, Revis. gen. pl. (Leipzig) 3(3): 536 (1898)
- Suillellus torosus (Fr.) Blanco-Dios, Index Fungorum 211: 2 (2015)
- Boletus torosus var. gallicus Romagn., Bull. trimest. Soc. mycol. Fr. 92(3): 306 (1976)
- Boletus torosus var. xanthus Cetto, I Funghi dal Vero (Trento): 467 (1983)
- Boletus torosus var. xanthus Cetto, Enzyklopädie der Pilze, Band 1: Leistlinge, Korallen, Porlinge, Röhrlinge, Kremplinge u.a. (München): 575 (1987)

## Specie simili
- Imperator rhodopurpureus